# Instituto Jorge Juan
El Instituto de Educación Secundaria Jorge Juan es un histórico centro público de educación secundaria situado en la ciudad española de Alicante, frente a la escaleras de Jorge Juan. Fue inaugurado el 1 de noviembre de 1845, surgiendo desde entonces la enseñanza media en la provincia de Alicante. Actualmente imparte enseñanzas de Educación Secundaria Obligatoria, Bachillerato y Formación Profesional.

## Historia
IES Jorge Juan de Alicante tuvo lugar su fundación en el mes de agosto del año 1845 con el nombre de Instituto Provincial Público de Segundo Enseñanza. El Boletín Oficial de la Provincia número 184, de 14 de agosto de 1845, en la circular 338, Sección de Instrucción Pública, recogió el decreto fundacional del Instituto Provincial de Alicante, firmado por el ministro de la Gobernación por aprobación de S. M. la Reina Dª Isabel II de España.
El Ayuntamiento, propietario del caserón denominado La Asegurada (actual MACA) en el número 9 de la calle Villavieja, lo acondicionó para albergar el Instituto. En octubre del año 1845 se celebró el primer Claustro de Profesores presidido por el primer director del centro, D. Francisco Lacueva. El primero de noviembre de este año se dio lugar a la inauguración del centro, en el salón de actos de la Casa Consular. Desde entonces, en el centro se matricularon alrededor de 90 alumnos en el primer curso académico.
En su fundación fue dotado de internado, instalándose en La Asegurada. Su primer director fue Francisco Lacueva.
No obstante, en el año 1852 el Internado tuvo que cerrar por retirar la Diputación la subvención imprescindible para su existencia. Más tarde, en el período de 1853-1854, el Internado volvió a abrir con la colaboración única del profesorado. El Ministerio decretó la Real Orden de mayo de 1863 que incitaba a la Diputación a votar el presupuesto necesario para el Colegio de Internos siendo suprimido definitivamente en 1868.
En 1955 se inauguró la biblioteca con los fondos provenientes de los conventos desamortizados por Madoz.
Posteriormente, en el año 1864 se reinició el Internado cerca del Instituto con 40 plazas y funcionó hasta el año 1868, que fue cuando se suprimió definitivamente el Colegio de Internos.
A finales del siglo XIX y comienzos del XX supusieron años cruciales para el instituto. Hubo dos problemas muy graves que incluso podían hacer que dejara de existir el instituto: por una parte, la situación extrema del edificio de La Asegurada, y por otra el confusionismo creado en el orden académico por los continuos cambios planes de estudios en los centros de educación. El Arquitecto Provincial había declarado en ruina total tanto el edificio de La Asegurada como la casa contigua unida al Instituto.

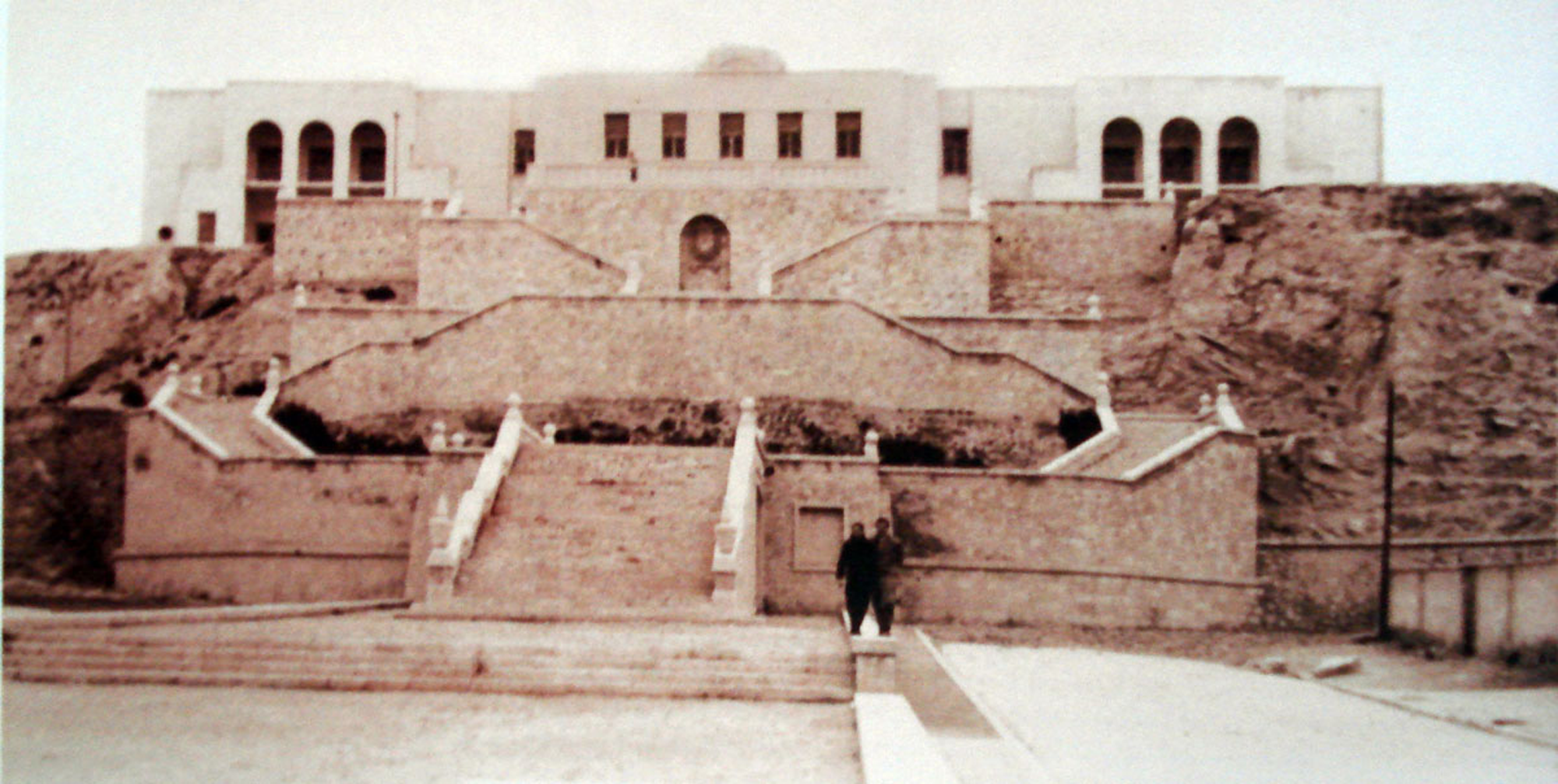
Foto antigua del Instituto desde la avenida del General Marvá

Una vez superadas las difíciles gestiones con el Ayuntamiento, la Diputación y la Dirección General de Instrucción Pública decidió cambiar la ubicación del Instituto a un remodelado caserón de la calle de Ramales, posteriormente de Joaquín Costa y hoy de los Reyes Católicos. La inauguración del nuevo edificio tuvo lugar el 1 de octubre de 1893.
La Real Orden de 17 de agosto de 1901 creó en los institutos la Escuela Elemental Nocturna para Obreros, precedente para la posterior formación de los Estudios Nocturnos de Bachillerato siendo Daniel Jiménez de Cisneros el director. Ofrecía estudios de Bachiller Oficial, Náutica Oficial y Agricultura. También
El curso 1908-09 se matricula la primera alumna de matrícula oficial. En el curso anterior lo habían hecho dos alumnas con matrícula colegiada.
Desafortunadamente, en el período de 1922-1923, el edificio de la ya denominada calle de Joaquín Costa se agrietó por todas partes y tuvieron que realizar obras de remodelación. A causa de ello, sus aulas se dispersaron por varios centros educativos de la provincia de Alicante recibiendo el nombre de Instituto General y Técnico de Alicante
A la mitad del año 1940 ya se consideraba que el viejo caserón de la antigua calle Reyes Católicos estaba prácticamente inhabitable. Se dudó por las autoridades entre la compra de un amplio solar a cuatro calles, frente a la Diputación, o la ubicación actual en el Monte Tossal, en donde también se encuentra el colegio público de la Aneja, cuyos terrenos fueron propiedad del conde de Casas Rojas, quien los donó gratuitamente para la construcción del Instituto.
En el mes de junio, en el año 1953, se inauguró el nuevo edificio en el Monte Tossal con la realización de la última convocatoria del Examen de Estado, que la reforma de 1953 declaraba periclitado.
En el claustro de profesores celebrado el 29 de febrero del año bisiesto 1960 se aprobó, a propuesta del catedrático Francisco Escolano y  por amplia mayoría, la denominación de Instituto Jorge Juan para el entonces único instituto de bachillerato de la ciudad de Alicante.

## Antiguos alumnos célebres
| Rafael Altamira y Crevea       |  | Escritor, pedagogo e historiador. Juez del Tribunal Internacional de Justicia de La Haya (1921-1930) y candidato al Premio Nobel de la Paz (1933)                                                                            |
| Carlos Arniches Barrera        |  | Comediógrafo alicantino miembro de la Generación del 98. Autor de La señorita de Trevélez. |
| Emilio Castelar y Ripoll       |  | Político, escritor, Presidente del Consejo de Ministros de España ( 1873-1874) y del Congreso de los Diputados (1873) |
| Oscar Esplá y Triay            |  | Compositor español, miembro de la Académie des Beaux-Arts de París |
| Joaquín Dicenta Benedicto      |  | Músico y compositor |
| Miguel de Elizaicin y España   |  | Militar español y alcalde de Alicante durante la dictadura de Primo de Rivera (1923) y (1924) |
| Francisco Figueras Pacheco     |  | Cronista de Alicante |
| Francisco Giner de los Ríos    |  | Fundador y director de la Institución Libre de Enseñanza |
| Julio Guillén Tato             |  | Almirante de la Armada, académico de las Reales Academias de la Historia y Española. Alicantino Ilustre. |
| Eleuterio Maisonnave y Cutayar |  | Político español, miembro del Partido Republicano Posibilista. Alcalde de Alicante, ministro de Estado (1873) y ministro de la Gobernación (1873-74) durante la I República Española                                         |
| Francisco Mas y Magro          |  | Médico. Especialista en hematología y etiología de la leucemia. |
| Gabriel Miró Ferrer            |  | Escritor |
| Juan Vidal Ramos               |  | Arquitecto. Entre sus obras destacan edificios tales como el Palacio de la Diputación Provincial de Alicante, el Hospital Provincial (actual sede del MARQ), el Mercado Central de Alicante o la emblemática Casa Carbonell. |

## Antiguos profesores
- Francisco Lacueva, primer Director 1845.
- Daniel Jiménez de Cisneros y Hervás, geólogo y paleontólogo. Director 1901.
- Enrique Ferré Vidiella, catedrático de Agricultura. Director del diario "El Noticiero".
- Heliodoro Carpintero y Moreno, Catedrático numerario y Secretario.
- Abelardo Rigual Magallón, botánico y naturalista. Catedrático de Ciencias Naturales.
- Heliodoro Guillén Pedemonti, Catedrático de Dibujo.
- Joaquim González i Caturla, escritor. Catedrático de Lengua y Literatura.
- Salvador García Lorca, Asignaturas de Fisiología e Higiene y de la Historia Natural
- Francisco Garcerán
- Vicente García Torremocha, Asignatura de Complemento de la Geografía que formaba parte de los estudios elementales de Náutica.
- Manuel Moltó y Galtero
- Antonio Manero y Mestre, Capellán
- José Verdes Montenegro y Montoro, Catedrático de Psicología, Lógica, Ética y Derecho. (1901-1918)